# Liebschützberg
Liebschützberg ist eine verwaltungsgemeinschaftsfreie Gemeinde im Landkreis Nordsachsen im Freistaat Sachsen.

## Geografie und Verkehr
Die Gemeinde liegt in der Niederung der Döllnitz westlich der Elbe und südlich der Dahlener Heide. Die Nachbarstädte sind Oschatz (5 km), Dahlen (15 km) und Riesa (15 km). Die Bundesstraße 6 verläuft durch den Süden der Gemeinde, die Bundesstraße 182 östlich entlang.
Die Bahnstrecke Dresden–Leipzig verläuft durch den Ortsteil Bornitz. Der dortige Bahnhof ist nicht mehr in Betrieb. Außerdem verlief die 1972 stillgelegte Schmalspurbahn Oschatz–Strehla durch das Gemeindegebiet. Dessen Trasse wurde später für die Strategische Bahn Oschatz–Röderau genutzt, die heute ebenfalls stillgelegt ist.

### Gemeindegliederung
- Borna
- Bornitz
- Clanzschwitz
- Ganzig
- Gaunitz
- Kleinragewitz
- Klötitz
- Laas
- Leckwitz
- Leisnitz
- Liebschütz
- Sahlassan
- Schönnewitz
- Terpitz
- Wadewitz
- Wellerswalde
- Zaußwitz

## Geschichte
Die Gegend um Liebschützberg war bereits zur Jungsteinzeit besiedelt, davon zeugen einige Funde in der Gegend. Nach der Völkerwanderung, etwa ab dem 6. Jahrhundert, ließen sich hier die slawischen Daleminzier nieder. Die einzelnen Ortsteile der Gemeinde sind deshalb meist slawischen Ursprunges. Um ihre Siedlungen zu verteidigen, legten sie in den sumpfigen Niederungen der Döllnitz bei Canitz und Borna Wasserburgen an.

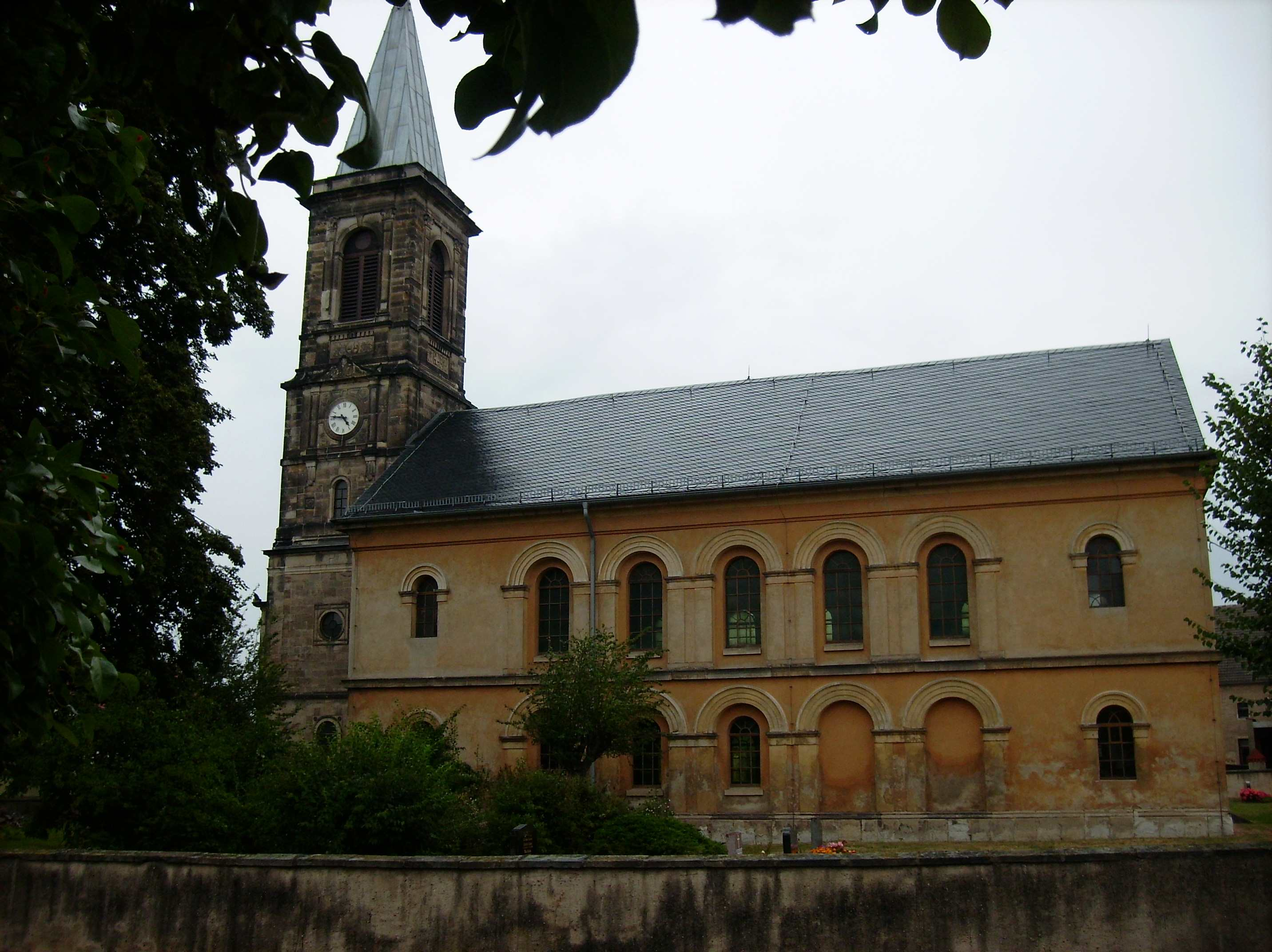
Kirche in Liebschütz

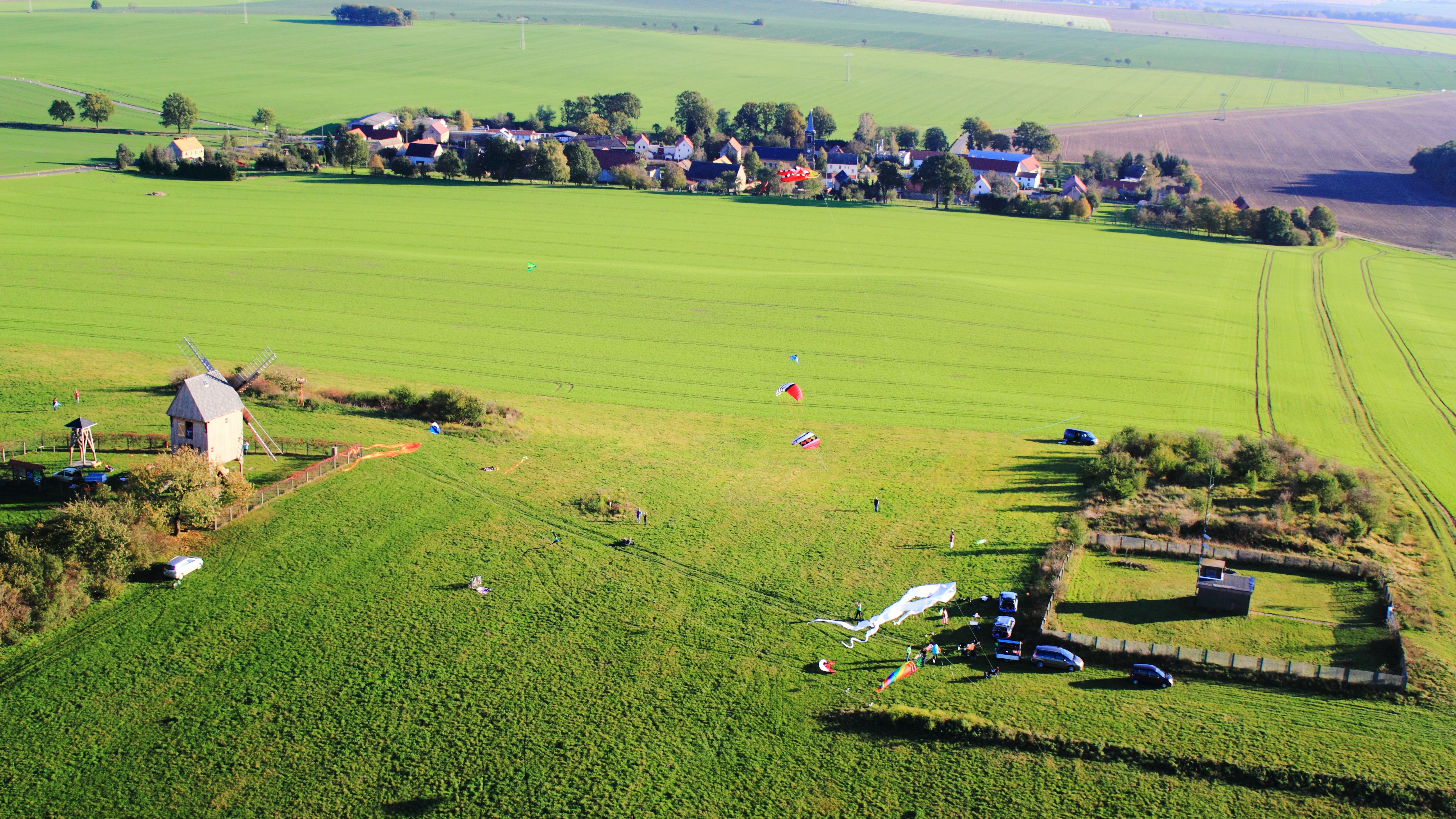
Bockwindmühle, Ort Liebschütz, Bergfunkstation

Der ostfränkische König Heinrich I. besiegte sie in den Jahren 927 und 929 und brachte erste fränkische Siedler ins Land. Das Gebiet wurde dann dem Markgrafen von Meißen unterstellt. Der Ort Borna wird am 2. August 1185 in einer Urkunde des Markgrafen Otto von Meißen erstmals erwähnt. Im 13. Jahrhundert herrschten mehrfach größere Hungersnöte und ab dem 14. Jahrhundert traten hier auch Pestepidemien auf. Im 15. Jahrhundert richteten die Hussitenkriege in der Gegend um Oschatz große Verwüstungen an und auch der Dreißigjährige Krieg fordert einige Opfer, so wird das Schloss in Borna völlig zerstört. Wesentliche Bedeutung für die Gegend hatte im Mittelalter die von Halle über Dresden nach Polen führende Handelsstraße, die „Hohe Straße“ (alte Salzstraße).
Bei der Gemeindereform am 1. Januar 1994 schlossen sich die Gemeinden Gaunitz, Wellerswalde (mit Leisnitz) und Laas (mit Klötitz, Leckwitz und Sahlassan) zur Gemeinde Liebschützberg zusammen. Am 1. Januar 1997 kam noch die Gemeinde Borna hinzu.

### Gedenkstätten
Auf dem Friedhof des Ortsteiles Ganzig befindet sich eine Grabstätte für zehn polnische und ukrainische Zwangsarbeiter, die während des Zweiten Weltkrieges nach Deutschland verschleppt und am 30. April 1945 von Soldaten einer Wehrmachtseinheit im Dorf erschossen wurden.

### Einwohnerentwicklung
Entwicklung der Einwohnerzahl (31. Dezember):
| - 1990: 4.067 1 - 1998: 3.938 - 1999: 3.901 - 2000: 3.808 - 2001: 3.751 - 2002: 3.721 | - 2003: 3.651 - 2004: 3.600 - 2005: 3.522 - 2006: 3.457 - 2007: 3.397 - 2008: 3.347 | - 2009: 3.298 - 2010: 3.234 - 2011: 3.197 - 2012: 3.151 - 2013: 3.071 - 2014: 3.039 |

 Datenquelle ab 1990: Statistisches Landesamt des Freistaates Sachsen
1 3. Oktober

## Politik
- SVB: 6
- FWG: 5
- CDU: 4

Die CDU kann einen Sitz nicht besetzen. Der Gemeinderat verkleinert sich entsprechend.

### Gemeinderat
Seit der Gemeinderatswahl am 9. Juni 2024 verteilen sich die 15 Sitze des Gemeinderates folgendermaßen auf die einzelnen Gruppierungen:
- Sportverein Borna e. V.: 6 Sitze
- Freie Wählergemeinschaft (FWG): 5 Sitze
- CDU: 4 Sitze

| Liste                    | 2024   | 2024   | 2019   | 2019   | 2014   | 2014   |
| Liste                    | Sitze  | in %   | Sitze  | in %   | Sitze  | in %   |
| ------------------------ | ------ | ------ | ------ | ------ | ------ | ------ |
| SV Borna e. V.           | 6      | 35,2   | 5      | 32,2   | 3      | 18,4   |
| CDU                      | 4      | 32,9   | 8      | 46,8   | 9      | 49,1   |
| Freie Wählergemeinschaft | 5      | 31,9   | 2      | 15,3   | 1      | 8,3    |
| Linke                    | –      | –      | 1      | 5,6    | 1      | 7,4    |
| NPD                      | –      | –      | –      | –      | 1      | 14,1   |
| Grüne                    | –      | –      | –      | –      | –      | 2,7    |
| Wahlbeteiligung          | 71,2 % | 71,2 % | 65,8 % | 65,8 % | 55,8 % | 55,8 % |

### Bürgermeister
Bürgermeister ist seit 2022 Sebastian Sommer.
| Wahl | Bürgermeister      | Vorschlag | Wahlergebnis (in %) |
| ---- | ------------------ | --------- | ------------------- |
| 2022 | Sebastian Sommer   | Sommer    | 98,6                |
| 2015 | David Schmidt      | CDU       | 39,0                |
| 2008 | Karl-Heinz Börtitz | Börtitz   | 96,6                |
| 2001 | Karl-Heinz Börtitz | CDU       | 79,3                |
| 1994 | Karl-Heinz Börtitz | CDU       | 98,0                |

### Partnergemeinde
- Gailingen am Hochrhein (Baden-Württemberg)

## Sehenswürdigkeiten
→ siehe auch: Liste der Kulturdenkmale in Liebschützberg
- Dorfkirche Borna

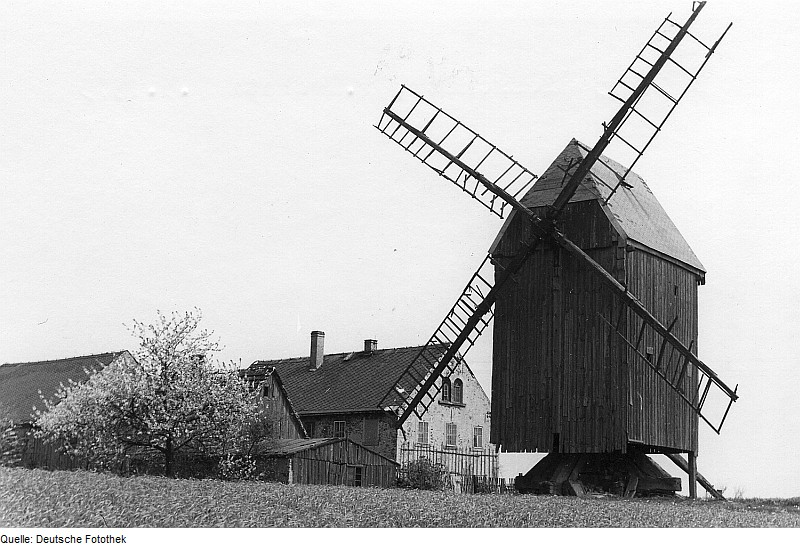
Bockwindmühle Liebschütz 1975

- Schloss Borna, im Jahr 1877 im Historismusstil umgebaut
- Liebschützer Höhenzug mit Bockwindmühle
- Zaußwitzer Turmwindmühle, von 1799
- Kirche Ganzig
- Kirche Wellerswalde

### Naturschutz
- Siehe auch: Liste der Naturdenkmale in Liebschützberg

## Persönlichkeiten
- Christian Othfar (1609–1660), Theologe, Kirchenlieddichter und Arzt
- Carl Gottlob Abela (1803–1841), Musiker, geboren in Borna
- Wilhelm Kopp (1882–1963), Konteradmiral im Zweiten Weltkrieg, geboren in Wellerswalde
- Katja Krasavice (* 1996), Sängerin, Rapperin, Autorin und ehemalige Webvideoproduzentin, wuchs in Liebschütz auf